# 予算 (日本)
予算（よさん）は、一つの会計年度における歳入歳出の予定的見積もりを内容とする財政行為の準則である。本項では日本の国家予算及び地方予算について扱う。
日本の会計年度は財政法第11条により、4月1日から翌年3月31日までの1年間とされている。

## 国家予算
日本の国家予算の編成権は内閣にある。日本国憲法第86条より、内閣は毎会計年度の予算を作成し、国会に提出して、その審議を受け議決を経なければならない。

### 予算の形式
日本では予算は法律という形式をとらず、国会の審議と議決を経て、法律に準じる形式で予算を成立させるものとされ、予算は国法の一形式であるとする学説が通説である。

### 予算の分類

#### 政府活動による分類
政府活動による分類では、一般会計予算、特別会計予算、政府関係機関予算に分類される。
- 一般会計予算
一般会計予算とは、国の基本的な公共サービスを供給するための一般の歳入歳出を経理する一般会計の予算をいう[2]。予算規模は、2024年度（令和6年度）当初予算で約112兆円と100兆円以上が6年続いており、税収では歳出を賄いきれない分を公債発行に頼っている[5]財政赤字の状態である。
- 特別会計予算
特別会計予算とは、財政法第13条に基づき、国が特定の事業を行う場合、特定の歳入をもって特定の歳出に充て一般の歳入歳出と区分して経理する必要がある場合に設置される予算をいう[6]。
- 政府関係機関予算
政府関係機関予算とは、特別の法律によって設立された法人で、国の事業に近い事業を行うために、その予算について国会の議決が必要とされているものに関する予算をいう[7]。

#### 成立時期による分類
- 本予算（当初予算）
本予算（当初予算）とは、当該会計年度の開始前に成立する予算をいう[7]。
- 暫定予算
暫定予算とは、本予算が当該会計年度の開始前に成立しない場合に必要な経費を手当てするための予算をいう[7]。
- 補正予算
補正予算とは、本予算の執行中に経済情勢の大きな変化や自然災害などが発生したために予算通りに執行することが望ましくないと判断されたときに本予算を変更して組まれる予算をいう[7]。補正予算には予算額の追加変更を行う追加予算と予算内容の修正変更を行う修正予算がある[7]。

### 予算の内容
予算は、予算総則、歳入歳出予算、継続費、繰越明許費及び国庫債務負担行為からなる（財政法第16条）。 
- 予算総則
予算総則とは、歳入歳出予算、継続費、繰越明許費及び国庫債務負担行為に関する総括的規定のほか、公債や財務省証券の発行限度額、公共事業費の範囲、予算執行に関する必要事項など、予算の総括規定が盛り込まれる（財政法第22条）[8]。
- 歳入歳出予算
歳入歳出予算は、一つの会計年度における収入および支出で予算の本体にあたり、その収入又は支出に関係のある部局等の組織の別に区分される（財政法第23条）[9]。内閣は、歳入歳出予算として予備費を計上することができる（財政法第24条）。
- 継続費
国は、工事、製造その他の事業で、その完成に数年度を要するものについて、特に必要がある場合においては、経費の総額及び年割額を定め、予め国会の議決を経て、その議決するところに従い、数年度にわたつて支出することができ、これを継続費という（財政法第14条の2　5箇年以内）。
- 繰越明許費
歳出予算の経費のうち、その性質上又は予算成立後の事由に基き年度内にその支出を終らない見込のあるものについては、予め国会の議決を経て、翌年度に繰り越して使用することができ、これを繰越明許費という（財政法第14条の3）。
- 国庫債務負担行為
国庫債務負担行為とは、支出の可能性のある債務を負担する権限を求める行為であり、予め予算を以て、国会の議決を経なければならない（財政法第15条　5箇年以内）[10]。

一般会計予算、特別会計予算、政府関係機関予算のそれぞれが、予算総則、歳入歳出予算、継続費、繰越明許費及び国庫債務負担行為からなっている。

### 予算プロセス

#### 予算の編成

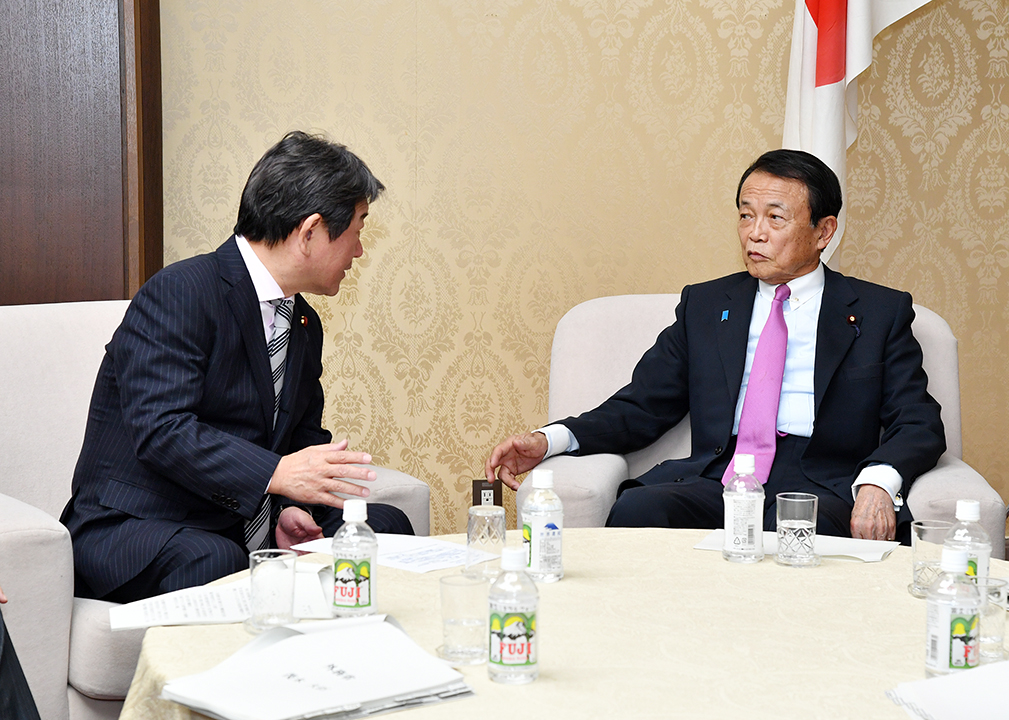
令和2年度（2020年度）外務省予算の大臣折衝

予算の編成とは、国会の議決を得るために内閣が提出する予算案の立案作成のための作業をいう。
- 「予算編成の基本方針」の原案策定
内閣府に設置された経済財政諮問会議が原案を策定する[12]。
- 概算要求についての閣議了承
- 概算要求についての説明聴取
- 概算要求についての査定調整
財務省主計局が概算要求について査定を行う[12]。
- 「予算編成の基本方針」の閣議決定
- 財務省原案の閣議決定（例年12月中旬）
財務省原案が閣議決定され各省庁への内示が行われる[12]。

- 復活折衝
財務省原案に不満のある省庁が財務省に対して復活要求書を提出[13]。まず事務レベルでの事務折衝があり、高度の政治的判断が必要となる案件については大臣折衝が行われる[13]。
- 概算閣議（政府案閣議決定、例年12月下旬）
- 予算書作成
- 提出閣議（例年1月）
提出閣議を経て予算案は国会に提出される[12]。

#### 予算の審議

平成25年度（2013年度）予算案の衆議院予算委員会での審議

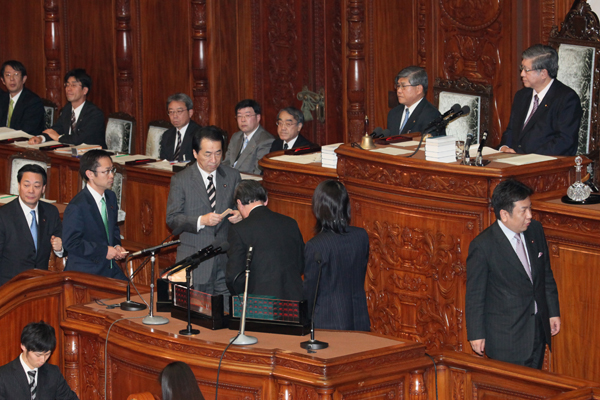
平成23年度（2011年度）予算案の衆議院本会議での採決

衆議院には予算先議権があり、予算は、先に衆議院に提出しなければならない（日本国憲法第60条第1項）。衆議院本会議では財務大臣による財政演説が行われ、同日中に参議院本会議でも財務大臣による財政演説が行われる（政府四演説の記事を参照）。
予算先議権を持つ衆議院において、予算案は衆議院予算委員会に付託され審議が行われる。その後、予算案は衆議院本会議で委員長報告を経て議決される。
続いて予算案は参議院に送付され、参議院予算委員会での審議と参議院本会議での議決が行われる。

#### 予算の成立

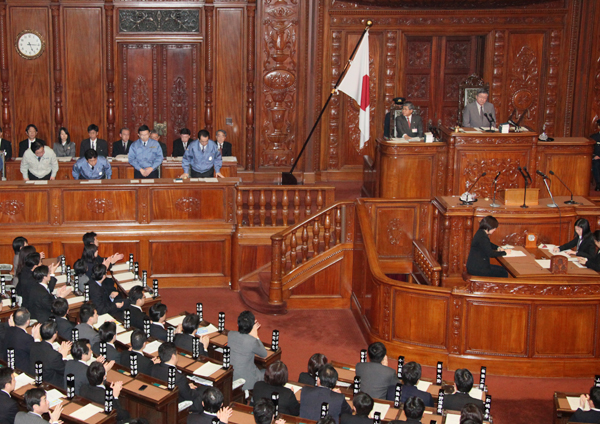
平成23年度（2011年度）予算案の成立。衆院で可決、参院で否決され、両院協議会で意見が一致しなかったため、衆院本会議で衆院の議決が国会の議決となる旨が議長から宣告され、成立となった。

予算は原則として衆議院での議決と参議院での議決を経て成立する。
参議院で衆議院と異なった議決をした場合に、法律の定めるところにより、両議院の協議会を開いても意見が一致しないとき、又は参議院が衆議院の可決した予算を受け取った後、国会休会中の期間を除いて30日以内に議決しないときは、衆議院の議決が国会の議決となる（日本国憲法第60条第2項）。

#### 予算の執行
予算の成立により内閣から各省庁の長に対して執行すべき歳入歳出予算が配賦され支出可能額が割り当てられる。
歳出予算の執行は、支出原因となる契約行為である支出負担行為と、小切手や現金による支払いを行う支出行為に分けられる。支出負担行為は実施計画を作成して財務大臣の承認を得る必要がある。支出行為は四半期ごとに作成して財務大臣の承認を得る必要がある。実際には国庫預託金制度により支出は全て日本銀行宛の小切手の振り出しにより行われており、この小切手を提示した者に対して日本銀行が現金の支払いを行う。

#### 決算
決算では歳入が歳出を上回ることが普通であり、歳入不足が生じるようなときでも補正予算などで対処されるので結果として歳入が歳出を上回る。しかし、会計年度の終了間際になって歳入不足が明らかとなったような場合には、補正予算では対処できないため1977年度からは決算調整資金制度が設けられている。
歳計余剰金は翌年度予算の歳入に繰り入れられるが、純余剰金の2分の1を下回らない金額を翌々年度までに国債の償還財源に充当することとなっている。

### 大日本帝国憲法での国家予算
大日本帝国憲法（明治憲法）でも政府の歳出歳入は毎年予算をもって帝国議会の協賛を経ることとされていた(第64条第1項)。しかし、憲法上の既定費・法律費・義務費は政府の同意なくして廃除削減することができず（第67条）、常額以内の皇室費も議会の協賛を要しないとされていた（第66条）。予算議決権そのものの例外として緊急財政処分（第70条）や前年度予算執行の制度（第71条）があり、政府に対する議会の地位は低く財政に関する議会の権限も弱いものとなっていた。

### 予算の歴史
- 1955年度：標準予算の制度を導入[19]。
- 1961年度：各省庁の概算要求に上限枠（シーリング）が設けられる[20]。
- 1977年度：決算調整資金制度を導入
- 1982年度：ゼロ・シーリングとなる[20]。
- 1983年度：マイナス・シーリングとなる[20]。
- 1985年度：各省庁の概算要求の上限枠が概算要求基準という名称となる[20]。
- 2001年度：経済財政諮問会議を設置[21]。

## 地方予算

### 予算の調製及び議決
普通地方公共団体の長は、毎会計年度予算を調製し、年度開始前に、議会の議決を経なければならない。この場合において、普通地方公共団体の長は、遅くとも年度開始前、都道府県及び政令指定都市にあつては30日、その他の市及び町村にあっては20日までに当該予算を議会に提出するようにしなければならない（地方自治法第211条第1項）。 
普通地方公共団体の長は、予算を議会に提出するときは、政令で定める予算に関する説明書をあわせて提出しなければならない（地方自治法第211条第2項）。

### 予算の内容
予算は歳入歳出予算や継続費、繰越明許費などからなる（地方自治法第215条）。 
- 歳入歳出予算 
歳入歳出予算は、歳入にあっては、その性質に従って款に大別し、かつ、各款中においてはこれを項に区分し、歳出にあっては、その目的に従ってこれを款項に区分しなければならない（地方自治法第216条）。また歳入歳出予算として、一般会計には必ず、特別会計には任意で、予備費を計上する（地方自治法第217条）。
- 継続費 
普通地方公共団体の経費をもつて支弁する事件でその履行に数年度を要するものについては、予算の定めるところにより、その経費の総額及び年割額を定め、数年度にわたつて支出することができる（地方自治法第212条）。
- 繰越明許費 
歳出予算の経費のうちその性質上又は予算成立後の事由に基づき年度内にその支出を終わらない見込みのあるものについては、予算の定めるところにより、翌年度に繰り越して使用することができる（地方自治法第213条）。
- 債務負担行為 
歳出予算の金額、継続費の総額又は繰越明許費の金額の範囲内におけるものを除くほか、普通地方公共団体が債務を負担する行為をするには、予算で債務負担行為として定めておかなければならない（地方自治法第214条）。
- 地方債
- 一時借入金
- 歳出予算の各項の経費の金額の流用